# Wusong
Wusong est un sous-district du district de Baoshan dans le nord-est de Shanghai en Chine.
Avant l'expansion de Shanghai, il s'agissait d'une ville portuaire distincte située à 23 km le long de la Huangpu.

## Histoire
Wusong est connu pour la bataille qui porte son nom, le 16 juin 1842 durant la première guerre de l'opium.